# 瓦西里·爱罗先珂
瓦西里·雅科夫列维奇·爱罗先珂（俄語：Василий Яковлевич Ерошенко，羅馬化：Vasili Yakovlyevich Yeroshyenko，羅馬化：Vasil' Yakovich Eroshyenko；1890年1月12日—1952年12月23日）俄國盲人，無政府主義者，作家，翻譯家，世界語，語言學家，詩人和教師，魯迅的好友，他用世界語和日語寫作。

## 生平
出生于农民家庭。四岁时因在寒冬患麻疹而双目失明，1898年至1907年在莫斯科第一盲人学校读书，开始学习世界语。1912年赴英国伦敦进修，在伦敦皇家盲人师范学校学习。1914年赴日本，在东京盲人学校学习日语和按摩术，和日本知名的世界语者秋田雨雀等人交往，并在日本文学刊物上发表作品。1921年因参加日本社会主义联盟的活动被日本驱逐出境。1922年经上海至中国北京，在北京大学教授世界语，寄住在鲁迅家，与鲁迅交谊很深。1923年回苏联，从事编译和盲人教育工作。其作品用日语出版的有《夜明前之歌》《最后的叹息》和《为了人类》等三种童话和剧作集。在中国出版了用世界语写的童话和诗歌集《一个孤独的灵魂的呻吟》，对被压迫的中国人民深表同情。鲁迅翻译过他的《爱罗先珂童话集》和童话剧《桃色的云》。

## 外部連結
- «Василий Яковлевич Ерошенко и его время» （页面存档备份，存于） （俄文）
- Как слепой странник из России Василий Ерошенко стал известным поэтом в Японии （页面存档备份，存于） （俄文）